# The Legendary A&M Sessions
The Legendary A&M Sessions è un EP contenente cinque brani musicali di Captain Beefheart & His Magic Band, registrati alla fine del 1965 per la loro prima casa discografica, la A&M Records. L'EP fu pubblicato dalla A&M soltanto nel 1984, quando Captain Beefheart si era già ritirato dalle scene per darsi alla pittura.

## Descrizione
Il disco raggruppa le canzoni di due singoli originariamente pubblicati dalla A&M nel 1965-66. Il primo di questi era costituito da una reinterpretazione di Bo Diddley, la canzone Diddy Wah Diddy, e da un brano originale di Don Van Vliet (Beefheart) intitolato Who Do You Think You're Fooling?. Il secondo singolo, aveva Moonchild, un brano scritto dal produttore David Gates (che successivamente entrerà a far parte del gruppo musicale Bread), sul lato A, e come B-side Frying Pan di Van Vliet. La quinta traccia, Here I Am I Always Am, apparentemente sembra essere una B-side rifiutata all'epoca dalla A&M e rimasta inedita fino all'anno di pubblicazione di questo album.

## Tracce
Tutti i brani sono opera di Don Van Vliet, eccetto dove indicato.
Lato 1
1. Diddy Wah Diddy (Willie Dixon, Ellas McDaniel) – 2:28
2. Who Do You Think You're Fooling? – 2:10

Lato 2
1. Moonchild (David Gates) – 2:30
2. Frying Pan – 2:05
3. Here I Am I Always Am – 2:33

## Musicisti
- Don Van Vliet (Captain Beefheart) – voce, armonica
- Doug Moon – chitarra
- Richard Hepner – chitarra
- Jerry Handley – basso
- Alex St. Clair Snouffer – batteria (tracce 1–4)
- PG Blakely – batteria (traccia 5)